# 三二一
《三二一》（英語：Three Two One）是中國歌手李奧軒的一支單曲，該歌曲由中國和日本團隊跨國合作，日本男團：三代目J Soul Brothers御用製作人大河内航太打造。由日本株式會社Innovation Creative，於2018年12月25日發行。

## 背景與發行
由李奧軒作曲的《三二一》，邀請日本新生代女歌手相澤香純合唱。 歌曲籌備於2018年4月。為達到最佳的效果，李奧軒越洋與編曲人進行探討，並且進行多次的反覆修改。
在歌詞方面，因為包含中文和日語兩種語言，所以，與詞作者多次探討，並進行了中文和日語譯詞的工作。因為中國和日本的文化差異，導致二人在歌詞的理解上，出現個人對歌曲的不同見解，並且加深了對歌曲演繹的難度。 錄製歌曲當日，在中文和日語交錯的現場，二人超常發揮，提前完成歌曲的錄制。 2018年的聖誕節，轉型“電音王子”的李奧軒，將以單曲《三二一》首次發聲。
歌曲講述了超越國境的年輕男女之間，朋友之上，戀人未滿的情感。 

## 曲目
| 曲序     | 曲目               |                 | 作曲     | 製作人     | 时长 |
| -------- | ------------------ | --------------- | -------- | ---------- | ---- |
| 1.       | 三二一（Stand Up） | 桃胡姬 相澤香純 | 李奧軒   | 大河內航太 | 3:20 |
| 总时长： | 总时长：           | 总时长：        | 总时长： | 总时长：   | 3:20 |